# Citra (trình giả lập)
Citra là một trình giả lập máy chơi game cầm tay Nintendo 3DS miễn phí và mã nguồn mở đã ngừng phát triển  dành cho Windows, macOS, Linux, và Android. Cái tên Citra được lấy cảm hứng từ CTR, tên nguyên mẫu của máy 3DS. Citra có thể chạy nhiều trò chơi homebrew và trò chơi thương mại.
Citra được phát hành lần đầu vào năm 2014.  Nhóm chính đứng sau dự án tiếp tục phát triển trình giả lập Nintendo Switch Yuzu vào năm 2018.   Nhóm Yuzu đã ngừng hỗ trợ Citra vào tháng 3 năm 2024, sau một thỏa thuận dàn xếp vụ kiện trị giá 2,4 triệu đô la với Nintendo Hoa Kỳ.